# Thoracistus viridicrus
Thoracistus viridicrus is een rechtvleugelig insect uit de familie sabelsprinkhanen (Tettigoniidae). De wetenschappelijke naam van deze soort is voor het eerst geldig gepubliceerd in 1988 door Rentz.